# 名もなき詩
『名もなき詩』（なもなきうた）は、日本のバンド・Mr.Childrenによる10枚目のシングル。1996年2月5日にトイズファクトリーより発売された。

## 概要
前作『シーソーゲーム 〜勇敢な恋の歌〜』から約半年ぶりのリリース。
ジャケットは桜井和寿の舌に「NO NAME」と書かれている。アートディレクターは信藤三雄。
シングル曲のインストゥルメンタルバージョンが収録されたのは本作までとなっており、以降は2005年発売の27thシングル『四次元 Four Dimensions』収録曲「ヨーイドン」のインストゥルメンタルバージョンのみとなっている。

## チャート成績
オリコンシングルチャートで初週の売上枚数が当時の歴代最高である120.8万枚を記録、オリコン史上初となる初週売上のみで100万枚を突破したシングル。
最終的な累計売上は253万枚で、4thシングル『CROSS ROAD』から7作連続でミリオンセラーを達成した。Mr.Childrenのシングルでは6thシングル『Tomorrow never knows』に次いで2番目に高い売上を記録。オリコンの集計では1996年3月25日付にてCHAGE and ASKA以来2組目となるシングル2作目の200万枚超を達成。1996年の年間シングルランキングでも1位となり、5thシングル『innocent world』以来のオリコン史上3組目となる2度目のシングル年間1位を獲得した。
2018年5月10日に各ストリーミングサービスで配信され、2021年9月には表題曲「名もなき詩」のストリーム数が3000万回を突破・シルバー認定された。また2022年8月にはストリーム数が5000万回を突破、ゴールド認定された（Mr.Children#ストリーミング認定を参照）。
2025年8月6日発表のオリコン週間ストリーミングランキングにおいて、ストリーミングの累計再生回数が1億回を突破した。同ランキングでMr.Childrenの楽曲が1億回再生を突破するのは「HANABI」以来2作目となる。

## 収録曲
| 全作詞・作曲: 桜井和寿、全編曲: 小林武史 & Mr.Children。 |                                       |          |            |      |
| #                                                        | タイトル                              | 作詞     | 作曲・編曲 | 時間 |
| 1.                                                       | 「名もなき詩」                        | 桜井和寿 | 桜井和寿   | 5:30 |
| 2.                                                       | 「また会えるかな」                    | 桜井和寿 | 桜井和寿   | 4:06 |
| 3.                                                       | 「名もなき詩 (Instrumental Version)」 | 桜井和寿 | 桜井和寿   | 5:29 |
| 合計時間:                                                | 合計時間:                             | 15:05    |            |      |

## 楽曲解説
1. 名もなき詩
  - フジテレビ系ドラマ『ピュア』主題歌。また、発売から7年後の2003年にエリエールのCMソングとしても起用された。
  - 制作当初は小林武史から『シーソーゲーム 〜勇敢な恋の歌〜』のBメロのようなリズムパターンを提案されるもうまくいかなかった。当時のMr.Childrenのシングルはドラマ主題歌やCMのタイアップが主だったため、桜井はそういった縛りを考えずに思い浮かべたメロディにフェイク英語を添えながら制作を進めると、「Oh darlin」にあたる部分が浮かんできた。そこを起点にして曲を作ろうと決めた桜井は、早速ジョギングに出かけてみるといきなりAメロ冒頭の「ちょっとぐらいの汚れ物ならば」の部分が思い浮かび、次第に完成形へ近づいていったとのこと[2]。2番サビの「愛はきっと奪うでも与えるでもなくて〜」のフレーズが出来上がった際、「絶対に、この曲を歌入れするまでは死にたくない!」と桜井は強く思ったという[3]。
  - 桜井は「早口言葉みたいなパートも出てきて、でも最後は再び『ぽつん』と終わりたかった」と話し、早口言葉の部分について小林は「この当時、こんな早口で歌ってる人間はほかにいなかった」と絶賛した[2]。
  - 1995年10月から、5thアルバム『深海』および6thアルバム『BOLERO』を制作するために新宿のヒルトンホテルに約1ヶ月通い、20曲あまりもの楽曲を制作した中から最初に形になった曲[2]。
  - Mr.Childrenではミュージック・ビデオが制作されていない数少ないシングル曲で、テレビ番組では独自の映像やライブ映像を流すことで対応している。
  - 歌詞に発売当時は放送禁止用語だった「ノータリン」が含まれているため、トイズファクトリーは放送局に市販とは異なる当該箇所の歌詞を差し替えた曲を収めた「PR-275」という品番のCDを作成・配布して放送に対応した。当該の歌詞は「言葉では足りん」と替えられているが、1996年2月5日放送の『HEY!HEY!HEY! MUSIC CHAMP』（フジテレビ系）、同年4月5日放送の『ミュージックステーション』（テレビ朝日系）で披露した際には歌詞テロップを無視して「僕はノータリン」と歌った。また、初披露となった1996年2月2日放送の『ミュージックステーション』に出演した際には、当該箇所[注 4]をカットして演奏した。
  - シングルの中では5thシングル『innocent world』、15thシングル『終わりなき旅』などと共にライブで演奏される回数が多く、ライブでは1番のサビを観客に歌わせる演出が行われることがある[注 5]。
  - 後に開催されたファンクラブ限定ツアー『Mr.Children FATHER&MOTHER 21周年ファンクラブツアー』の直前に行われた「会員が最もライブで聴きたい曲」では24位に選ばれた[4]。
2. また会えるかな
  - NISSAN「ブルーバード」CMソング。テレビ朝日系列で放送されていたバラエティ番組『あいつ今何してる?』でも使用されていた。
  - 「ブルーバード」のタイアップは発売後に決まったため（発売告知ポスターにも記載がない）本作のCDパッケージの外袋のステッカーに違いがあり、2種類存在する[注 6]。
  - 桜井はこの楽曲について「下心が育てた曲」「軽いタッチの下心の部分も誠実に出して行きたいっていう気持ちはあったという（笑）」と語っている[5]。
  - 桜井曰く、「また会えるかな」という言葉がメロディーと共に出てきたらしく、そこから楽曲を広げていったという。歌詞の一部はラジオ収録のために大阪府へ向かう新幹線の中で思い浮かび、間奏の部分はビートルズを意識したという[6]。
  - 間奏はオペラをサンプリングしたものの逆再生であり、小林のアイデアも大きいという[7]。
  - 鈴木英哉曰くアレンジで電話の音や、目覚まし時計の音も入れてみたという[8]。
  - 5thアルバム『深海』収録のインストゥルメンタル「臨時ニュース」「Making Songs」では、少しだけこの曲が流れている。

## テレビ出演
| 番組名                   | 日付           | 放送局     | 演奏曲 |
| ------------------------ | -------------- | ---------- | --- |
| ミュージックステーション | 1996年2月2日   | テレビ朝日 | 名もなき詩 |
| HEY!HEY!HEY! MUSIC CHAMP | 1996年2月5日   | フジテレビ | 名もなき詩 |
| ミュージックステーション | 1996年4月5日   | テレビ朝日 | 名もなき詩 花 -Mémento-Mori- |
| HEY!HEY!HEY! MUSIC CHAMP | 1996年4月8日   | フジテレビ | 名もなき詩 花 -Mémento-Mori- |
| FAN                      | 1996年6月21日  | 日本テレビ | 虹の彼方へ COLD TURKEY 名もなき詩 Mirror                                                                                              |
| HEY!HEY!HEY! MUSIC CHAMP | 1997年3月17日  | フジテレビ | Tomorrow never knows everybody goes -秩序のない現代にドロップキック- シーソーゲーム 〜勇敢な恋の歌〜 名もなき詩 Everything (It's you) |
| 2007 FNS歌謡祭           | 2007年12月5日  | フジテレビ | 名もなき詩 旅立ちの唄 |
| 僕らの音楽               | 2012年5月11日  | フジテレビ | 名もなき詩 youthful days 祈り ～涙の軌道                                                                                              |
| SONGS                    | 2014年11月22日 | NHK        | 名もなき詩 口笛 足音 〜Be Strong Melody 放たれる                                                                                      |

## ライブ映像作品
名もなき詩
| 作品名                                                       |
| ------------------------------------------------------------ |
| regress or progress '96-'97 tour final IN TOKYO DOME         |
| Mr.Children TOUR '99 DISCOVERY                               |
| Mr.Children Concert Tour Q 2000-2001                         |
| wonederful world on DEC 21                                   |
| Mr.Children Tour 2004 シフクノオト                           |
| MR.CHILDREN DOME TOUR 2005 "I ♥ U" 〜FINAL IN TOKYO DOME〜   |
| Mr.Children "HOME" TOUR 2007 -in the field-                  |
| Mr.Children DOME TOUR 2009 SUPERMARKET FANTASY IN TOKYO DOME |
| Mr.Children TOUR 2011 "SENSE"                                |
| Mr.Children REFLECTION {Live&Film}                           |
| Mr.Children DOME & STADIUM TOUR 2017 Thanksgiving 25         |
| Mr.Children Dome Tour 2019 Against All GRAVITY               |
| Mr.Children 30th Anniversary Tour 半世紀へのエントランス     |
| miss you LIVE                                                |

## 収録アルバム
- 『深海』 (#1)
- 『1/42』 (#1)(Liveバージョン)
- 『Mr.Children 1996-2000』 (#1)
- 『Mr.Children 1992-2002 Thanksgiving 25』 (#1)
- 『Mr.Children 2011-2015』 (#1)(Liveバージョン)
- 『B-SIDE』 (#2)